# Galina Wassiljewna Komarowa
Galina Wassiljewna Komarowa (russisch Галина Васильевна Комарова, * 12. August 1977 in Frunse; seit 1991 Bischkek) ist eine ehemalige russische Fußballspielerin.

## Karriere

### Vereine
Komarova kam im Seniorinnenbereich zunächst von 1996 bis zum Ende der Spielzeit 2003 für den in Samara ansässigen ZSK WWS Samara zu Punktspielen. Mit der Mannschaft gewann sie 1996 das Double und 2001 und 2002 den nationalen Vereinspokal. In Noginsk im Oblast Moskau gehörte sie in der Spielzeit 2004 Nadezhda Noginsk an, bevor sie in der Hauptstadt für die Frauenfußballmannschaft von Spartak Moskau von 2005 bis 2006 in der seinerzeit – unter dem Namen Oberste Liga – höchsten Spielklasse im russischen Frauenfußball, zu Punktspielen kam. Das zweimalige Erreichen des Pokalfinales gegen den FK Rossijanka konnte nicht mit einem Titel gekrönt werden. Die Spielzeit 2007 verbrachte sie in Rostow am Don für den FK SKA Rostow und die folgenden zwei Spielzeiten für den FK Lada Toljatti aus der gleichnamigen Stadt im Oblast Samara. In der Spielzeit 2010 bestritt sie ihre letzten 23 Punktspiele ihrer Spielerkarriere für den SchWSM Ismailowo Moskau, für den sie zwei Tore erzielte.

### Nationalmannschaft
Komarova bestritt für die A-Nationalmannschaft 59 Länderspiele. Ihr Debüt gab sie am 18. Mai 1996 mit dem vierten Spiel der EM-Qualifikationsgruppe 1 bei der 0:1-Niederlage gegen die Nationalmannschaft der Niederlande. Ihren letzten Einsatz hatte sie am 27. September 2006 bei der 2:3-Niederlage gegen die Nationalmannschaft Deutschlands mit dem letzten Spiel der WM-Qualifikationsgruppe 4. Ihr erstes von sechs Länderspieltoren erzielte sie am 8. November 1997 mit dem Treffer zum 2:0-Endstand in der 90. Minute im zweiten Spiel der WM-Qualifikationsgruppe 2 gegen die Nationalmannschaft Portugals.
Sie gehörte dem WM-Kader 1999 und 2003 an. In ihrem ersten Turnier wurde sie in allen drei Spielen der Gruppe C und im Viertelfinale am 30. Juni in San José bei der 0:2-Niederlage gegen die Nationalmannschaft Chinas eingesetzt. Im ersten Gruppenspiel, zehn Tage zuvor, erzielte sie in Foxborough bei der 1:2-Niederlage gegen die Nationalmannschaft Norwegens mit dem Treffer zum Endstand in der 78. Minute das einzige Tor ihrer Mannschaft. In ihrem zweiten Turnier kam sie ebenfalls in allen drei Spielen der Gruppe D zum Einsatz, wie auch erneut im Viertelfinale in dem sie mit ihrer Mannschaft am 2. Oktober in Portland der Nationalmannschaft Deutschlands mit 1:7 unterlegen war. Jeweils vor den beiden WM-Turnieren war sie auch mit ihrer Mannschaft bei den Europameisterschaften 1997 und 2001 vertreten und wurde in den jeweiligen  drei Gruppenspielen berücksichtigt. Mit ihrer Mannschaft belegte sie zunächst Platz 4 der Gruppe A anschließend Platz 3 der Gruppe A. Unter anderem kam sie auch im ersten bis fünften und siebten und achten Spiel der WM-Qualifikationsgruppe 4 zum Einsatz, wie auch im Vier-Nationen-Turnier 2005 in Quanzhou. Bei der 1:3-Niederlage gegen die Nationalmannschaft Chinas gelang ihr das einzige Tor ihrer Mannschaft im Turnier. Bei der Teilnahme ihrer Mannschaft am Einladungsturnier um den US-Cup 1998 in Rochester wurde sie auch in der Begegnung mit der US-amerikanischen Nationalmannschaft bei der 0:4-Niederlage am 18. September, wie auch in ihrem ersten  Aufeinandertreffen mit der deutsche Nationalmannschaft am 2. September 1999 bei der 1:3-Niederlage in Plauen, eingesetzt.

## Erfolge
ZSK WWS Samara
- Russische Meisterin: 1996, 2001
- Russische Pokal-Siegerin 1996, 2002

Spartak Moskau
- Russische Pokal-Finalistin 2005, 2006